# Where Fear and Weapons Meet
Where Fear and Weapons Meet (укр. Де страх і зброя зустрічаються) — третій студійний альбом українського метал-гурту «1914». Він вийшов 22 жовтня 2021 року на лейблі Napalm Records.

## Про альбом
Вокаліст гурту, Дмитро Кумар, у одному з інтерв'ю заявляв, що цей альбом «про перемогу життя та про надію» оскільки, на відміну від персонажів з минулих альбомів, більшість героїв з цього альбому виживає, повертається додому, вони стають героями. Цієї ж ідеї дотримується і обкладинка, на якій зображений поранений воїн у окопі, який стікає кров'ю та протягує руку до фігури Смерті, благаючи припинити його страждання, але вона відмовляється його забрати, оскільки він заслуговує вижити.

## Список композицій
| #                          | Назва                                                               | Тематика | Тривалість |
| -------------------------- | ------------------------------------------------------------------- | --- | ---------- |
| 1.                         | «War In» (інструментальна)                                          | використаний мотив популярної сербської пісні часів Першої світової війни «Тамо далеко«                                                                        | 1:14       |
| 2.                         | «FN .380 ACP#19074»                                                 | про Сараєвське вбивство; Назва пісні — це модель та серійний номер пістолета, з якого застрелили ерцгерцога Франца Фердинанда                                  | 6:20       |
| 3.                         | «Vimy Ridge (In Memory of Filip Konowal)»                           | у пам'ять про українсько-канадського військового Пилипа Коновала                                                                                               | 8:13       |
| 4.                         | «Pillars of Fire (The Battle of Messines)»                          | про Месенську битву | 5:27       |
| 5.                         | «Don't Tread on Me (Harlem Hellfighters)»                           | пісня присвячена темношкірим військовим Національної гвардії Нью-Йорка, більш відомим як Пекельні бійці Гарлема                                                | 5:02       |
| 6.                         | «Coward» (за участю Sasha Boole)                                    | описуються думки засудженого на смерть дезертира | 2:28       |
| 7.                         | «…and a Cross Now Marks His Place» (за участю Ніка Голмса)          | цитується реальний лист, який отримала мати британського військового Артура Джорджа Гаррісона, що загинув у бою                                                | 7:01       |
| 8.                         | «Corps d'autos-canons-mitrailleuses (A.C.M)»                        | пісня присвячена моторизованому загону Бельгійського експедиційного корпусу                                                                                    | 5:22       |
| 9.                         | «Mit Gott für König und Vaterland»                                  | „З Богом за Короля та Вітчизну“ — девіз війська Пруссії XIX ст.                                                                                                | 6:13       |
| 10.                        | «The Green Fields of France (No Man's Land)» (переспів Еріка Боґла) | у композиції ведеться бесіда з загиблим солдатом, що загинув у своєму ж першому бою                                                                            | 10:10      |
| 11.                        | «War Out» (інструментальна)                                         | використовується запис антивоєнної пісні „Я не вирощувала свого хлопчика, щоб той був солдатом“, яка була популярна у США перед вступом у першу світову війну» | 1:55       |
| Загальна тривалість: 63:27 |                                                                     | |            |

| Бонусне видання 2023 року  | Бонусне видання 2023 року                                                  | Бонусне видання 2023 року |
| #                          | Назва                                                                      | Тривалість                |
| -------------------------- | -------------------------------------------------------------------------- | ------------------------- |
| 1.                         | «Im Westen Nichts Neues» (War In)                                          | 1:00                      |
| 2.                         | «Hero of War» (переспів Rise Against)                                      | 4:14                      |
| 3.                         | «Arrival. The Meuse-Argonne» (Piano Paraphrase by Gleb Belyaev)            | 4:05                      |
| 4.                         | «And a Cross Now Marks His Place» (Trenchpop RMX by DJ Haffelhoss)         | 6:37                      |
| 5.                         | «Coward» (Field Recording)                                                 | 3:13                      |
| 6.                         | «The Green Fields of France» (Shell-shocked Version by Oleksandr Posukhov) | 8:57                      |
| 7.                         | «Shellshock» (War Out)                                                     | 0:59                      |
| Загальна тривалість: 29:05 |                                                                            |                           |

## Учасники запису
У записі альбому взяли участь:

### 1914
- 2-га дивізія, 147-й піхотний полк, оберлейтенант Дітмар Кумарберг (справжнє ім'я — Дмитро Кумар) — спів;
- 37-ма дивізія, 73-й полк польової артилерії, вахмістр Ліам Фессен (справжнє ім'я — Олексій Фісюк) — гітара;
- 5-та дивізія, 3-й уланський полк, сержант Віталіс Вінкельгок (справжнє ім'я — Віталій Виговський) — гітара;
- 9-та дивізія, 7-й гренадерський полк, унтерофіцер Армін фон Гайнессен (справжнє ім'я — Армен Оґанесян) — бас-гітара;
- 33-я дивізія, 7-й тюрингійський піхотний полк, єфрейтор Расті Потоплахт (справжнє ім'я — Ростислав Потопляк) — ударні.

### Запрошені музиканти
- Sasha Boole з гурту «Me And That Man» — додатковий спів у пісні «Coward»;
- Нік Голмс з гурту «Paradise Lost» — додатковий спів у пісні «…and a Cross Now Marks His Place»;
- Анна Васильченко з гурту «Kings & Beggars» — волинка;
- Юрій Сірий та «The Dead Kaisers Orchestra» — інструментування.

### Персонал
- Мар'ян Криськув — запис;
- Олександр Беклунд — зведення;
- Олександр Посухов — семплування;
- Володимир «Smerdulak» Чебаков — обкладинка.